# Gowdanakattehalli, Kadur
Gowdanakattehalli là một làng thuộc tehsil Kadur, huyện Chikmagalur, bang Karnataka, Ấn Độ.